# O (película)
O es una película estadounidense de 2001 dirigida por Tim Blake Nelson.

## Sinopsis
Una actualización del Othello de Shakespeare con un elenco joven, fijado en una secundaria y centrado en un jugador de baloncesto negro llamado Odín.
Odin James es el único estudiante de color y la estrella del equipo de baloncesto de una escuela con mucho prestigio, Palmetto Grove. Además de su popularidad, sale con Desi Brable, una de las chicas más guapas de la escuela, hija del Decano. Su mejor amigo, Hugo Goulding.

## Elenco
- Mekhi Phifer como Odin James.
- Josh Hartnett como Hugo Goulding.
- Julia Stiles como Desi Brable.
- Elden Henson como Roger Calhoun.
- Andrew Keegan como Michael Cassio.
- Rain Phoenix como Emily.
- Martin Sheen como Entrenador Duke Goulding.
- John Heard como Dean Bob Brable.
- Rachel Shumate como Brandy.

## Recepción
La película ha recibido críticas mixtas, con un 53% en Metacritic, y un 63% en Rotten Tomatoes.